# Dactylostylis walfishensis
Dactylostylis walfishensis is een pissebed uit de familie Janirellidae. De wetenschappelijke naam van de soort is voor het eerst geldig gepubliceerd in 1962 door Menzies.